# Cuccalar
Il cuccalar è un pane tipico della valle dei Mocheni, nella Provincia autonoma di Trento. Un tempo diffuso in tutta la valle, oggi viene prodotto pressoché solo nel comune di Palù del Fersina; è tutelato come prodotto agroalimentare tradizionale ed è elencato tra i prodotti dell'Arca del Gusto.

## Descrizione
Si tratta di un pane non lievitato, a base di farina di frumento e di segale (in rapporto 70/30), strutto, latticello e sale. L'impasto viene steso in dischi di circa 1 cm di spessore e diametro dai 14 ai 18 cm e poi cotto in forno. La cottura è piuttosto rapida: 5-8 minuti.

## Storia
Un tempo il cuccalar veniva preparato soprattutto in estate, come merenda per i ragazzi che portavano il bestiame al pascolo.
Si trattava di un pane povero, fatto con la farina di peggior qualità e lo scarto della produzione del burro, il latticello. Col tempo la produzione si è quasi persa, e restiste solo in alcune famiglie e in alcuni ristoranti della zona di Palù del Fersina.